# Attentati di Varanasi del 2006
Gli attentati di Varanasi del 2006 furono una serie di attentati avvenuti nella città di Varanasi nello stato federato dell'Uttar Pradesh in India, martedì 7 marzo 2006. Almeno 28 persone rimasero uccise e altre 101 ferite.

## Le esplosioni

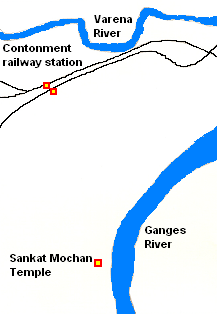
Mappa delle esplosioni

### Al tempio
Le esplosioni si verificarono quasi contemporaneamente poco dopo le 18:00. La prima avvenne alle 18:20 circa presso l'affollato Tempio di Sankat Mochan Hanuman vicino alla Banaras Hindu University. Circa 3 000 pellegrini si trovavano nel tempio per la preghiera del martedì, giorno ritenuto particolarmente santo dai devoti di Hanuman, la divinità al tempio. L'ordigno si trovava in un contenitore vicino all'entrata del tempio dove di solito siedono le donne.

### Alla stazione
Un'altra esplosione si verificò alla stazione ferroviaria di Varanasi circa 20 minuti dopo. L'ordigno si trovava nella sala d'attesa vicino all'ufficio partenze. L'affollato Shiv Ganga Express diretto a Delhi era fermo alla stazione e la sua partenza fu ritardata, ma arrivò a Delhi intatto. L'esplosione provocò un grosso cratere all'interno della stazione.

## Conseguenze
Il primo ministro indiano Manmohan Singh condannò gli attentati e lanciò un appello alla calma e all'unità nazionale. Fu dichiarato lo stato di massima in tutte le principali città dell'India. La polizia fu inviata in tutti i principali luoghi di culto di Nuova Delhi. Il Comitato di sicurezza si riunì in sessione di emergenza. Tutti i negozi, le attività commerciali e le scuole di Varanasi rimasero chiusi mercoledì 8 marzo in segno di lutto e protesta.

## Rivendicazione
Il piccolo gruppo militante islamista Lashkar-e-Qahab rivendicò la responsabilità degli attacchi. Il portavoce del gruppo, Abdullah Jabbar alias Abu Feroz contattò un canale TV privato a Srinagar per rivendicare la responsabilità delle esplosioni. Minacciò attacchi simili se il governo avesse continuato la propria campagna di "cattura e uccisione" in Jammu e Kashmir.
Il personale dell'emettente televisiva dichiarò che Feroz si esprimeva in urdu con un pesante accento del Punjab.